# Экстраполятор первого порядка
Экстраполятор первого порядка — математическая модель для восстановления дискретизованного сигнала, которое может производиться обычным цифро-аналоговым преобразователем (который в данном случае выступает в качестве экстраполятора нулевого порядка) и аналоговой схемой (интегратором). В этом случае сигнал восстанавливается в виде кусочно-линейной аппроксимации изначально оцифрованного сигнала. По сравнению с экстраполятором нулевого порядка экстраполятор первого порядка в общем случае имеет меньший шум квантования и, следовательно, более точно восстанавливает сигнал.

## Математическая модель

Идеально оцифрованный сигнал x_{s}(t).

Пусть xs(t) — сигнал до оцифровки, и x(nT) — сигнал после оцифровки. Тогда экстраполятор нулевого порядка есть фильтр преобразующий идеально оцифрованный сигнал
{\displaystyle x_{s}(t)} {\displaystyle =x(t)\ T\sum _{n=-\infty }^{\infty }\delta (t-nT)\ } |{\displaystyle =T\sum _{n=-\infty }^{\infty }x(nT)\delta (t-nT)\ }
в кусочно-линейный сигнал
{\displaystyle x_{\mathrm {FOH} }(t)\,=\sum _{n=-\infty }^{\infty }x(nT)\mathrm {tri} \left({\frac {t-nT}{T}}\right)\ }

Кусочно-линейный сигнал x_{FOH}(t).

Импульсная передаточная функция экстраполятора первого порядка h_{FOH}(t).

и имеющий импульсную передаточную функцию
{\displaystyle h_{\mathrm {FOH} }(t)\,={\frac {1}{T}}\mathrm {tri} \left({\frac {t}{T}}\right)={\begin{cases}{\frac {1}{T}}\left(1-{\frac {|t|}{T}}\right)&{\mbox{if }}|t|<T\\0&{\mbox{otherwise}}\end{cases}}\ }
где {\displaystyle \mathrm {tri} (x)\ } — треугольная функция.
Амплитудно-фазовая частотная характеристика экстраполятора первого порядка есть преобразование Фурье его импульсной передаточной функции:
{\displaystyle H_{\mathrm {FOH} }(f)}
{\displaystyle ={\mathcal {F}}\{h_{\mathrm {FOH} }(t)\}\ }
{\displaystyle =\left({\frac {e^{i\pi fT}-e^{-i\pi fT}}{i2\pi fT}}\right)^{2}\ }
{\displaystyle =\mathrm {sinc} ^{2}(fT)\ }
где {\displaystyle \mathrm {sinc} (x)\ } — sinc-функция.
Передаточная функция экстраполятора первого порядка получается формальной заменой s = i 2 π f:
{\displaystyle H_{\mathrm {FOH} }(s)}
{\displaystyle ={\mathcal {L}}\{h_{\mathrm {FOH} }(t)\}\ }
{\displaystyle =\left({\frac {e^{sT/2}-e^{-sT/2}}{sT}}\right)^{2}\ }